# Pepsiman (videojuego)
Pepsiman (ペプシマン Pepushiman?) es un videojuego de acción desarrollado y publicado por KID para PlayStation. Salió a la venta en Japón el 4 de marzo de 1999 y está basado en el superhéroe japonés del mismo nombre, mascota de la bebida gaseosa estadounidense Pepsi. El jugador debe evitar los obstáculos saltando y deslizándose mientras Pepsiman avanza automáticamente por cada una de las fases del juego.
El juego se hizo con un presupuesto bajo, lo que llevó a la decisión de hacer vídeos entre las fases en los que se ve a un hombre bebiendo Pepsi, ya que eran baratos de producir. El juego también incluye escenas en 2D, para las que el futuro escritor de novelas visuales Kotaro Uchikoshi creó modelos en 2D. Aunque un editor estadounidense estudió la posibilidad de adquirir los derechos para publicar el juego en Estados Unidos, siguió siendo un juego exclusivo de Japón.
Los críticos compararon con frecuencia Pepsiman con otros juegos, como Crash Bandicoot, y comentaron su sencillez y su precio, que se consideraba bajo. Un redactor de Complex lo incluyó en una lista de juegos de la compañía que «no apestan», comentando que no es un mal juego siempre que el jugador pueda tolerar la gran cantidad de publicidad que contiene. Según Uchikoshi, el juego no se vendió bien, pero acabó convirtiéndose en un clásico de culto más de una década después de su lanzamiento original debido al aprecio y por su absurda premisa junto con el personaje de Pepsiman. Además, en retrospectiva, el juego se ha visto con buenos ojos como precursor de otros juegos de corredores como Temple Run o Subway Surfers.

## Sistema de juego
Pepsiman es un videojuego de acción que consta de cuatro etapas, cada una dividida en segmentos más pequeños, y en cada una de ellas el superhéroe Pepsiman salva a una persona deshidratada, como un militar en medio del desierto, dándole una lata de Pepsi. Los tres primeros escenarios se basan en lugares reales: San Francisco, Nueva York y Texas. La última tiene lugar en Pepsi City.  El juego se desarrolla desde una perspectiva en tercera persona, con Pepsiman avanzando automáticamente por los escenarios, a veces atravesando casas y otros edificios. El jugador toma el control del propio Pepsiman, con el objetivo de esquivar obstáculos, como coches, grúas de construcción y personas, así como obstáculos de la marca Pepsi, incluido un camión Pepsi. Para ello, el jugador utiliza cuatro movimientos diferentes: correr, correr rápido, saltar y supersaltar. El jugador gana puntos recogiendo latas de Pepsi.
En algunas fases, la cabeza de Pepsiman queda atrapada dentro de un tambor de acero, lo que invierte los controles, y en otras, va montado en un monopatín, lo que exige al jugador esquivar todos los obstáculos. A lo largo de cada fase hay una serie de puntos de control; si Pepsiman es golpeado por los obstáculos demasiadas veces, el jugador debe reiniciar desde el último punto de control. Cada fase termina con Pepsiman perseguido por un objeto, como una lata gigante de Pepsi. Entre etapa y etapa, se muestran al jugador vídeos de un hombre estadounidense (interpretado por Mike Butters) bebiendo Pepsi y comiendo patatas fritas y pizza mientras mira Pepsiman.

## Antecedentes y desarrollo
Pepsiman se basa en la mascota del mismo nombre, creada para la filial japonesa de Pepsi. El personaje, cuya historia ficticia dice que era un científico que se transformó en superhéroe tras entrar en contacto con la «Santa Pepsi», apareció en anuncios japoneses de Pepsi y en la versión japonesa del videojuego Fighting Vipers; se hizo popular en Japón, de la que surgieron personajes afines como Lemon Pepsiman y Pepsiwoman, y Pepsi decidieron promocionar al personaje con un videojuego.
El juego fue desarrollado por el desarrollador de videojuegos japonés KID. Se hizo con un presupuesto bajo, lo que llevó a la decisión de realizar las escenas de vídeo de bajo coste del actor Mike Butters bebiendo Pepsi. El juego también utiliza escenas de eventos en 3D, que fueron modeladas por Kotaro Uchikoshi, que más tarde sería escritor de escenarios para novelas visuales en KID. Este fue el primer trabajo de Uchikoshi; había sido contratado para planificar adaptaciones de videojuegos de juegos de mesa, pero acabó formando parte del desarrollo de Pepsiman, que ya estaba en marcha cuando se incorporó a KID en 1998. El juego fue lanzado en Japón por KID para la PlayStation el 4 de marzo de 1999; mientras un editor estadounidense estudiaba la adquisición de los derechos para publicar el juego en Estados Unidos, siguió siendo exclusivo de Japón. A pesar de ello, el juego está íntegramente en inglés, no en japonés (aunque con subtítulos en japonés para los diálogos). Según Uchikoshi, el juego no se vendió bien.
En 2019, apareció en un episodio de la serie web de comedia de James Rolfe Angry Video Game Nerd, en la que Butters volvió a interpretar su papel de las escenas del juego. La banda sonora del juego fue editada en vinilo en 2020 por el sello europeo Chipped Records.

## Recepción
Los redactores de Famitsu calificaron el juego de «supersencillo», lo compararon con Metro-Cross y Paperboy, y lo calificaron de versión simplificada de Crash Bandicoot. Otros han hecho comentarios similares. Un crítico de IGN también lo comparó con Crash Bandicoot, describió la jugabilidad como «simplista [y] basada en la memorización de rutas», y dijo que por lo que se recordaría el juego era por su «premisa extremadamente extraña». Aun así, consideraron que el juego no estaba mal y que merecía la pena su precio, que señalaron que era bajo. James Mielke de GameSpot calificó el juego de «pequeña distracción ingeniosa» y dijo que la jugabilidad era similar a la «dinámica de los juegos de la vieja escuela de antaño». Comentó su bajo precio, pero dijo que era difícil encontrarlo importado. La revista Gamers' Republic calificó el juego con un notable. Más tarde, Gamers' Republic incluyó el juego en su Video Game Buyers Guide and Y2K Preview de 1999 como uno de los mejores juegos para importar de Japón ese año.
En 2011, Allistair Pinsof de Destructoid analizó el juego, calificándolo de mezcla entre Paperboy y Muscle March en términos de complejidad y ritmo, y comparó la jugabilidad con la de Crash Bandicoot. Le pareció «un espectáculo tan gloriosamente retorcido y encantador» que sería difícil que no gustara. Afirmó que la principal razón para jugar es «la pura locura» del juego, que está «obsesionado» con América y que retrata a los estadounidenses como «paletos antihigiénicos» de una forma que no deja claro si es una parodia consciente de sí misma o no. Concluyó que el juego es divertido, pero no genial, y que la ridícula premisa y su gran cantidad de pequeños detalles hacen que el juego sea «encantadoramente descerebrado». En 2013, Justin Amirkhani de Complex incluyó el juego en una lista de videojuegos de la marca de la empresa que «no apestaban», afirmando que, si bien los gráficos del juego no habían envejecido bien, era mecánicamente similar a Temple Run, que Amirkhani llamaba su juego favorito de iOS. Llegó a la conclusión de que Pepsiman no es un mal juego para las personas con reflejos rápidos, siempre que puedan soportar la gran cantidad de publicidad que contiene; afirmó que Pepsiman era el advergame con mayor cantidad de «logotipos por segundo».
En 2015, la revista Retro Gamer lo incluyó en el número 18 de su lista de «Los 20 mejores juegos de PlayStation que nunca has jugado». En 2016, Pepsiman apareció en el speedrun de videojuegos benéfico semestral Games Done Quick, y se ha convertido en un elemento básico muy querido. La carrera de verano Games Done Quick 2016 fue obra de theboyks. También fue dirigido por theboyks en Summer Games Done Quick 2018, y por TheFlyingMarlin en Summer Games Done Quick 2023. A pesar de ser considerado en gran medida un fracaso financiero, Pepsiman ha desarrollado un culto de seguidores debido a su premisa exagerada y sin sentido.